# Ryan Doucette
Ryan Doucette né le 23 juillet 1983,  est un comédien, humoriste, scénariste et réalisateur canadien d'origine acadienne.  Il est connu pour ses spectacles de stand-up,  ainsi que pour ses rôles dans les pièces de théâtre et dans les films Cloudburst, Copperhead et The Disappeared. Il apparaît à la télévision canadienne dans les séries Forgive me, Conséquences, Le sens du punch et Les Newbies.

## Biographie
Ryan Vernon Doucette est né le 23 juillet 1983 à Clare en Nouvelle-Écosse.  Il a grandi à Maxwellton, une petite communauté située à 10 kilomètres à l'est de La Butte (Meteghan River en anglais). Doucette  est diplômé d’un B.A.  en Théâtre  de l'Université Sainte-Anne à Pointe-de-l'Église en Nouvelle-Écosse.

## Carrière

### Humour
Au début des années 2000, alors qu'il était à l'université, Doucette a perfectionné ses talents d'humoriste en présentant des sketches de mimes au café étudiant, le Bric-à-Brac et en jouant avec la troupe de théâtre locale Les Araignées du Boui-Boui. Ces sketches sont plus tard devenus son premier spectacle de stand-up Ryan Doucette: Première ronde qu'il présente en 2003 dans de nombreuses salles au Canada, aux États-Unis et en France .
En 2012, il remporte le prix  En plein dans le mille par les membres de RADARTS  ainsi que le prix RADARTS - RIDEAU pour son deuxième spectacle de stand-up Pourquoi pas? . Ce spectacle, en 2017, a été nommé à la liste  des 150 œuvres qui ont marqué l'Acadie en Nouvelle-Écosse au cours des 150 dernières années par la Fédération culturelle acadienne de la Nouvelle-Écosse (FéCANE), membre de la Fédération culturelle canadienne-française.
En tant qu'humoriste de stand-up, Doucette a joué dans des clubs à Los Angeles, Toronto, Halifax, Montréal et Edmonton. Il a été invité au Festival comique de Winnipeg en 2018 et en 2021. L'année 2019 a été productive pour Doucette, il présente son troisième spectacle stand-up, Punch-moi!, au Centre culturel Aberdeen à Moncton. Cette performance a été développée dans le cadre de la série télévisée qu'il a créée, écrite et animé, Le sens du punch. La même année, il présente le spectacle Cecitte c't'un spectacle acadien au Minifest de Montréal avec Nathan Dimitroff, Coco Belliveau et Samuel Chiasson. Il est également apparu comme l'un des artistes vedettes du festival RIEN à Caraquet. 

### Théâtre
Doucette fait ses débuts en 2008, au théâtre anglais en  Vimy  au Eastern Front Theatre à Dartmouth. 
Ses performances sur scène ont été remarquées et lui a valu une nomination en 2010, pour le Prix Robert Merritt de Théâtre Nouvelle-Écosse pour meilleur acteur de soutien pour sa performance en tant que Prentice dans la production originale de Cloudburst. Cette pièce de théâtre, écrite par  Thom Fitzgerald et joué au  Plutonium Playhouse à  Halifax est devenu un film mettant en vedette Olympia Dukakis et Brenda Fricker.
Cela a été suivi d'une deuxième nomination pour le Prix Robert Merritt en 2013 pour sa performance au Plutonium Playhouse dans Whale Riding Weather, une pièce de théâtre écrite par Bryden MacDonald. 
Doucette remporte le Prix Robert Merritt en 2015,  pour sa performance au Théatre Neptune à Halifax dans His Greatness, une pièce de théâtre de Daniel MacIvor qui rend hommage au dramaturge sudiste Tennessee Williams.
En 2021, il co-écrit une production musicale intitulée Cabanés avec Alexandre Poirier.  Cette pièce a été réalisée dans le cadre de la production du Conseil des arts de Chéticamp. Il apparaît dans la pièce, assumant les rôles de trois personnages.

### Film
À la suite de son succès dans le rôle de Prentice sur scène, Doucette a repris le rôle en 2011 dans la version cinématographique de la pièce Cloudburst avec Olympia Dukakis et Brenda Fricker . Le film, écrit et réalisé par  Thom Fitzgerald, présente Doucette dans le rôle d'une jeune danseur moderne de la Nouvelle-Écosse rurale qui se fait accompagner par un couple lesbienne voyageant en Nouvelle-Écosse pour se marier. En 2012, Doucette apparaît dans deux films néo-écossais; prenant les rôles de Gib dans The Disappeared et Neil dans Roaming . L'année suivante, Doucette a endossé le rôle de Byron Truax dans un film sur la guerre civile basé sur le livre écrit par Harold Frederic, Copperhead avec Billy Campbell et Peter Fonda.

### Télévision
Doucette apparaît à la télévision en tant qu'acteur et en tant qu'animateur. Il a écrit le scénario de deux productions et réalisé deux séries télévisées.
Son premier spectacle de stand-up, Ryan Doucette : Premier ronde a été adapté en un téléfilm d'une demi-heure réalisé par  Thom Fitzgerald en 2012. Il apparaît dans Forgive Me, dans le rôle de Sébastien en 2013 et à nouveau en 2018 et dans un épisode de Sex & Violence, deux séries télévisées écrites et réalisées par  Thom Fitzgerald.
En 2018, il a co-écrit le téléfilm d'animation français pour enfants intitulé Spaceman and Robotron et en 2019, il a créé, écrit et animé la première saison de la série de télé-réalité canadienne Le sens du punch, toutes deux produites par Connections Productions,. Il a écrit et réalisé les saisons deux et trois de cette série avec une quatrième saison en production.
Doucette apparaît dans le rôle de Maxime Doiron dans la série télévisée française Conséquences en 2019 et en 2020 dans Les Newbies avec Christian Essiambre, André Roy et Luc LeBlanc, dans le rôle de Réjean Picard. En 2021, il réalise un documentaire télévisé en huit épisodes intitulé Les quatre coins de l'assiette.  En 2022, Doucette et Jean-Sébastien Levesque ont co-écrit le scénario d’une série télévisée intitulée Garde partagée, un regard humoristique sur les responsabilités partagées d’élever des enfants après la séparation.

## Stand-up
- 2003 : Ryan Doucette: Première ronde
- 2012 : Pourquoi pas?
- 2019 : Punch moi!

## Théâtre
- 2008 : Vimy
- 2010 : Cloudburst
- 2013 : Whale Riding Weather
- 2015 : His Greatness
- 2021 : Cabané

## Filmographie

### Longs métrages
- 2008 : Nonsense Revolution : Mec cool qui fait la vaisselle
- 2011 : Cloudburst : Prentice
- 2011 : Charlie Zone : Jean Guy
- 2012 : The Disappeared: Gib
- 2013 : Roaming: Neil
- 2013 : Copperhead: Byron Truax

### Courts métrages
- 2013 : There's Been a Terrible Mistake (court métrage) : Paul
- 2016 : The Long Arm of the Leprecon (court métrage) : Dave

### Télévision
- 2012 : Ryan Doucette: Premiere ronde
- 2013 - 2018 : Forgive Me : Sebastian
- 2017 : Sex & Violence : Harry
- 2018 : Conséquences : Maxime Doiron
- 2019 : Le sens du punch : lui-même
- 2020 : Les Newbies : Rèjean Picard

## Distinctions

### Nominations
- 2011 : Prix Robert Merritt, Théâtre Nouvelle-Écosse : Meilleur acteur dans un second rôle : Cloudburst
- 2013 : Prix Robert Merritt, Théâtre Nouvelle-Écosse : Meilleur acteur dans un second rôle : Whale Riding Weather

### Récompenses
- 2011 : Prix Robert Merritt, Théâtre Nouvelle-Écosse : Meilleur acteur dans un second rôle : His Greatness
- 2012 : RADARTS – Rideau : En plein dans le mill : ‘’Pourquoi pas?’’
- 2020 : Prix Grand-Pré, Arts Nouvelle-Écosse et le Conseil de leadership créatif de la Nouvelle-Écosse